# 부산강서우체국
부산강서우체국(釜山江西郵遞局)은 부산광역시 강서구 전역을 관할하는 부산지방우정청 소속 우체국이다.

## 기본 정보
- 주소 : 부산광역시 강서구 대저로63번길 49

## 연혁
- 2000년 9월 29일: 부산강서우체국 개국 (부산광역시 강서구 대저1동 1549)
- 2001년 3월 2일: 부산녹산공단출장소 개소(녹산국가산업단지내 위치)
- 2003년 12월 1일: 부산녹산공단우체국 개국(전 부산녹산공단출장소)
- 2005년 2월 1일: 제307군사우체국 군사우편출장소로 전환
- 2007년 11월 1일: 부산신호동우체국 개국
- 2008년 9월 19일: 강서구 성북동, 동선동, 눌차동, 천성동, 대항동 우편구역을 부산천가동우체국에서 부산강서우체국으로 변경[1]
- 2009년 7월 1일: 부산가락동우편취급국 개국[2]
- 2010년 10월 4일: 부산천가동우체국 별정우체국 지정 취소[3], 일반국 전환 개국
- 2010년 11월 15일: 부산지사동우체국 개국
- 2011년 4월 1일: 부산소덕우체국을 부산대저2동우체국으로, 대저우체국을 부산대저동우체국으로, 부산강동우체국을 부산강동동우체국으로, 부산명지우체국을 부산명지동우체국으로 명칭 변경[4]
- 2012년 6월 1일: 김해공항우편취급국 위탁계약 해지 및 재개국[5]
- 2012년 10월 15일: 부산명지오션시티우체국 개국[6]
- 2014년 1월 1일: 우편구역을 다음과 같이 고시[7]

| 배달국         | 배달구역      | 구역번호      |
| -------------- | ------------- | ------------- |
| 부산강서우체국 | 강서구 전지역 | 46700 ~ 46771 |

- 2017년 7월 3일: 김해공항우편취급국 위탁계약 해지 및 재개국[8]
- 2018년 3월 30일: 부산가락동우편취급국 위탁계약 해지[9]
- 2018년 4월 2일: 부산가락동우편취급국 재개국[9]
- 2020년 9월 1일 : 부산명지동우체국 점심시간 휴무 철회[10]

## 관할 우체국
| 우체국명               | 사진 | 주소                                   | 비고                                                   |
| ---------------------- | ---- | -------------------------------------- | ------------------------------------------------------ |
| 김해공항우편취급국     |      | 부산광역시 강서구 공항진입로 108       |                                                        |
| 부산가락동우편취급국   |      | 부산광역시 강서구 가락대로 1467        | 2009년 7월 1일 신설                                    |
| 부산강동동우체국       |      | 부산광역시 강서구 낙동북로 47          | 별정우체국 2011년 4월 1일 부산강동우체국에서 명칭 변경 |
| 부산녹산공단우체국     |      | 부산광역시 강서구 녹산산단232로 38-26  |                                                        |
| 부산녹산동우체국       |      | 부산광역시 강서구 화전산단4로7번길 25  |                                                        |
| 부산대저2동우체국      |      | 부산광역시 강서구 공항로 811번길 34    | 2011년 4월 1일 부산소덕우체국에서 명칭 변경            |
| 부산대저동우체국       |      | 부산광역시 강서구 대저로 290           | 별정우체국 2011년 4월 1일 대저우체국에서 명칭 변경     |
| 부산명지동우체국       |      | 부산광역시 강서구 공항로 15번길 30     | 별정우체국 2011년 4월 1일 부산명지우체국에서 명칭 변경 |
| 부산명지오션시티우체국 |      | 부산광역시 강서구 명지오션시티9로 36   | 2012년 10월 15일 신설                                  |
| 부산신호동우체국       |      | 부산광역시 강서구 신호산단2로 43-31    |                                                        |
| 부산지사동우체국       |      | 부산광역시 강서구 과학산단2로20번길 13 |                                                        |
| 부산천가동우체국       |      | 부산광역시 강서구 천가길 68            | 2010년 10월 4일 별정우체국 지정 해지                   |
| 제307군사우편출장소    |      | 부산광역시 강서구 공항진입로42번길 54  |                                                        |

## 조직
- 경영지도실
- 영업과
- 우편물류과